# Orden de Zhúkov
La Orden de Zhúkov (en ruso: Орден Жукова) es una condecoración estatal de la Federación de Rusia. Al igual que la medalla del mismo nombre, fue instituida por el presidente de la Federación de Rusia el 9 de mayo de 1994 en conmemoración de los destacados méritos del mariscal de la Unión Soviética Gueorgui Zhúkov durante la Segunda Guerra Mundial.

## Historia

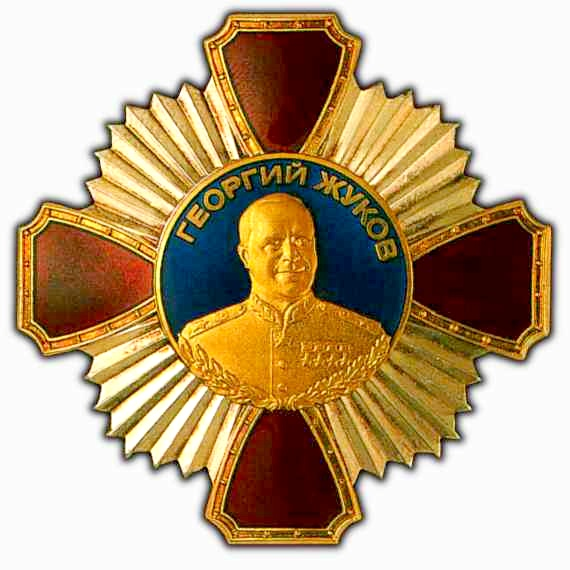
La primera versión de la Orden de Zhúkov (1994-2010)

La Orden de Zhúkov fue establecida por el Decreto Presidencial N.º 930 del 9 de mayo de 1994. Su estatuto fue posteriormente modificado por el Decreto Presidencial N.º 243 del 6 de marzo de 1995.
La condecoración original era una cruz patada dorada de 50 milímetros de ancho, los cuatro brazos estaban esmaltados en rojo con un borde dorado con bordes alternados elevados y empotrados que daban la apariencia de escudos. En el centro, había un medallón esmaltado en azul de 24 milímetros de diámetro que lleva el busto en relieve de plata bañada en oro de Gueorgui Zhúkov, debajo de él, hay ramas entrelazadas de laurel y roble. Sobre el busto de Zhúkov, se encuentra la inscripción en letras dorada «ГЕОРГИЙ ЖУКОВ» (GUEORGUI ZHÚKOV). Entre los brazos de la cruz, hay rayos dorados en relieve que sobresalen del centro hacia el exterior formando un cuadrado de 45 milímetros de ancho con esquinas redondeadas.
En el reverso de la Orden tenía un pasador roscado con una tuerca para asegurarlo a la ropa. La Orden de Zhúkov se usaba en el lado derecho del pecho con otras órdenes similares.

## Estatuto de concesión

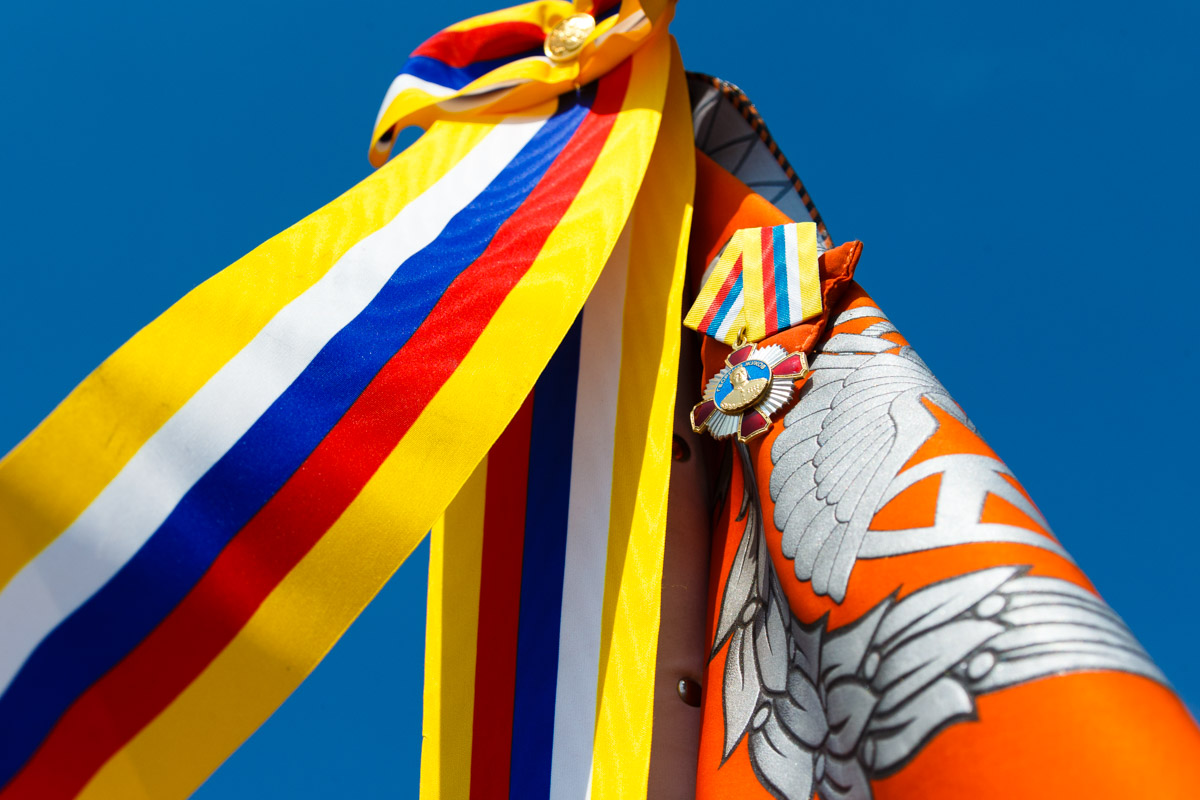
Insignia de la Orden de Zhúkov en el estandarte de la 39.ª Brigada Ferroviaria Independiente del Distrito Militar del Sur

Todo el sistema de premios de la Federación de Rusia fue renovado por el Decreto Presidencial N.º 1099 del 7 de septiembre de 2010. Esta importante reforma incluyó un rediseño de la Orden y enmiendas a su estatuto.
Según las nuevas disposiciones del nuevo estatuto, los criterios de concesión de La Orden de Zhúkov se otorga a los comandantes de unidades militares y sus adjuntos entre los oficiales superiores:
- Por la hábil organización de las tropas (fuerzas) y operaciones en áreas estratégicas (teatros), u operaciones militares durante las cuales, a pesar de la superioridad numérica del enemigo, se cumplieron los objetivos de la operación;

- Por hábiles maniobras en tierra y aire para rodear al enemigo, permitiendo la derrota de fuerzas superiores; por iniciativa y determinación en la elección de un sitio y momento de un ataque principal que condujo a la derrota del enemigo en tierra y/o en el aire mientras se mantiene la preparación para el combate y la capacidad para seguir procesando;

- Por realizar una ruptura defensiva de un cerco enemigo para una futura ofensiva, por la organización, la persecución, la elección del entorno y la derrota del enemigo;
- Por la tenacidad en repeler los ataques enemigos por aire, tierra y mar, por mantener a las tropas enemigas inmovilizadas en áreas designadas de responsabilidad para crear condiciones favorables para tomar la iniciativa y privar al enemigo de la capacidad de continuar las operaciones ofensivas;
- Por la hábil organización y gestión de unidades de las Fuerzas Armadas de la Federación Rusa estacionadas fuera de la Federación Rusa, para repeler un ataque armado contra ellas, así como para proteger a los ciudadanos de la Federación Rusa de un ataque fuera de la Federación Rusa.

La Orden de Zhúkov puede otorgarse a unidades y formaciones militares involucradas en la realización de operaciones en tierra y aire, durante las cuales, a pesar de la obstinada resistencia del enemigo, los objetivos de las operaciones se cumplieron con la plena capacidad operativa de las unidades militares retenidas. También se puede otorgar a ciudadanos extranjeros: soldados de las fuerzas aliadas de entre los oficiales superiores que participaron junto con los soldados de la Federación Rusa, por organizar y realizar con éxito operaciones conjuntas de las tropas (fuerzas) aliadas. La Orden puede ser otorgada a título póstumo.
La insignia de la orden se lleva en el lado izquierdo del pecho y, en presencia de otras órdenes y medallas de la Federación de Rusia, se coloca justo después de la Orden de Ushakov. Para ocasiones especiales y posible uso diario, se prevé el uso de una copia en miniatura de la medalla, que se debe llevar en el lado izquierdo del cofre.

## Descripción

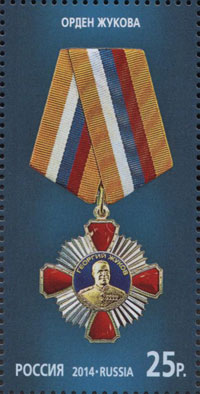
La Orden de Zhúkov en un sello de correos ruso de 2014

La Orden de Zhukov es una cruz patada dorada de 40 milímetros de ancho, los cuatro brazos están esmaltados en rojo con un borde dorado con bordes elevados y rehundidos alternados que dan la apariencia de escudos. En el centro de la insignia, hay un medallón esmaltado en azul que lleva el busto en relieve en plata bañada en oro del mariscal Gueorgui Zhúkov medio girado hacia la derecha, debajo de él, se encuentran entrelazadas varias ramas de laurel y roble. Sobre el busto de Zhúkov, se puede observar la inscripción en letras doradas «ГЕОРГИЙ ЖУКОВ» (Gueorgui Zhúkov). Entre los brazos de la cruz, hay varios rayos dorados en relieve que sobresalen del centro hacia el exterior formando un cuadrado de 35 milímetros de ancho con las esquinas redondeadas. En el reverso de la orden, por lo demás sencillo, hay una letra «N» grabada en relieve y una línea para el número de serie del premio.
La medalla está conectada con un ojal y un anillo a un bloque pentagonal cubierto con una cinta muaré de seda amarilla de 24 milímetros de ancho con tres franjas centrales de 4 milímetros de ancho, de color blanco, azul y rojo.